# Compsa multiguttata
Compsa multiguttata är en skalbaggsart som beskrevs av Julius Melzer 1935. Compsa multiguttata ingår i släktet Compsa och familjen långhorningar.
Artens utbredningsområde är Paraguay. Inga underarter finns listade i Catalogue of Life.